# Prince Rouse
Prince Earl Rouse, né à Bucklin (Missouri) le 12 octobre 1917 et mort le 10 août 2003, est un chercheur du laboratoire de Los Alamos. Ses recherches ont mis en lumière le lien  entre la microstructure des molécules et le comportement viscoélastique des polymères.

## Biographie
Titulaire d'une licence de chimie du Lafayette College (1938), il s'inscrivit à l’Université de l'Illinois à Urbana-Champaign pour y étudier la chimie physique. Sa thèse de doctorat (1941), préparée sous la direction de F. T. Wall et de W. H. Rodebush était consacrée aux combinaisons de l’acide benzoïque en solution. Il fut ensuite affecté laboratoire de Los Alamos, au Nouveau Mexique, au sein de la division GMX-2, chargée de déterminer la quantité d’énergie potentiellement libérable dans une explosion nucléaire. Alors que son équipe mettait au point les techniques et les instruments les plus variés pour mesurer l’effet de souffle, Rouse, lui, se spécialisa dans la dynamique des macromolécules.
Sans que le cheminement des recherches de Rouse soit précisément connu, il semble que le lien qu’il a dégagé entre la structure des molécules et la viscosité macroscopique d'un mélange de  polymères se soit inspiré des mesures pionnières de John Ferry (1912–2002) sur la viscosité complexe, (1935). Il a laissé ainsi son nom au modèle de Rouse, une loi de comportement  décrivant l’auto-diffusion des polymères à structure en hélice : ce modèle, qui rend compte du comportement élastique linéaire de ces polymères dans un écoulement libre, forme depuis le socle des cours de rhéologie des fluides moléculaires. Son article le plus connu est Theory of the Linear Viscoelastic Properties of Dilute Solutions of Coiling Polymers (1953) : il lui a valu la médaille Bingham et constituait, selon les journaux du moment, « l’un des six articles les plus importants pour la théorie des hauts polymères. »